# Lâu đài Tykocin
Lâu đài Hoàng gia Tykocin là một lâu đài có từ thế kỷ XV, nó nằm bên hữu ngạn sông Narew ở Tykocin, Ba Lan. Nó rơi vào cảnh hoang tàn vào thế kỷ XVIII và việc tái thiết của nó bắt đầu vào năm 2002.

## Lịch sử
Lâu đài, sau đó nằm trên một khu vực biên giới trong Đại công quốc Lietuva, được xây dựng vào năm 1433 cho một quý tộc người Litva Jonas Goštautas, voivode của Trakai và Vilnius, thay thế pháo đài bằng gỗ ban đầu. Vào những năm 1560, sau cái chết của thành viên cuối cùng của gia đình Goštautas, lâu đài đã trở thành tài sản của vua Zygmunt II của Ba Lan, người đã mở rộng nó. Việc xây dựng được giám sát bởi Hiob Bretfus, kỹ sư quân sự và kiến trúc sư hoàng gia. Trong triều đại của Sigismund Augustus, công trình này từng là nơi ở của hoàng gia với kho bạc và thư viện ấn tượng cũng như kho vũ khí chính của ngai vương. Trong 1611-1632 lâu đài được xây dựng lại một lần nữa và bao quanh với pháo đài công sự của Krzysztof Wiesiołowski, starosta của Tykocin.
Trong Trận đại hồng thủy năm 1655, quân đội Radziwiłł đã chiếm giữ lâu đài. Vào ngày 31 tháng 12 năm 1655, khi lâu đài bị bao vây bởi quân đội của Liên minh Tyszowce, Janusz Radziwiłł là một trong những người quyền lực nhất trong Khối thịnh vượng chung Litva, được một số người coi là kẻ phản bội, đã chết ở đây. Cuối cùng, lâu đài đã bị chiếm giữ vào ngày 27 tháng 1 năm 1657. 

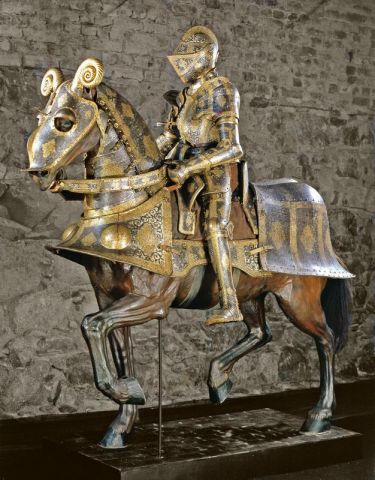
Áo giáp diễu hành của vua Sigismund Augustus, được sản xuất tại Nieders bởi Kunz Lochner, những năm 1550. Livrustkammaren ở Stockholm.

Trong những năm tiếp theo, lâu đài và những vùng đất xung quanh đã được tặng cho Stefan Czarniecki như 1 phần thưởng cho những đóng góp của ông trong cuộc chiến. Chủ sở hữu mới xây dựng lại lâu đài sau năm 1698. Vào tháng 11 năm 1705, cuộc gặp gỡ giữa nhà vua Augustus II, kẻ mạnh và Peter Đại đế đã diễn ra tại đây. Trong cuộc gặp này, Dòng Đại bàng trắng được thành lập bởi Quốc vương Ba Lan.
Năm 1734, lâu đài bị lửa thiêu rụi. Kể từ thời điểm đó, tòa nhà không có người ở bắt đầu rơi vào tình trạng hư hỏng. Năm 1771 cấu trúc chính của lâu đài đã bị phá hủy bởi lũ lụt và năm 1914, trong Thế chiến I, vật liệu từ các bức tường còn lại được lính Đức sử dụng để xây dựng đường.
Dựa trên các kế hoạch được bảo tồn của pháo đài, được tìm thấy trong kho lưu trữ ở Saint Petersburg, phần dân cư của lâu đài đã được khôi phục (cánh phía tây theo phong cách kiến trúc Gô-tích muộn). Lâu đài ban đầu được xây dựng theo sơ đồ hình thang có sân và bốn tháp hình trụ ở các góc. Khu phức hợp được bao quanh với các công sự - rèm cửa kết hợp bốn pháo đài bên trong mặt đất.

## Bộ sưu tập

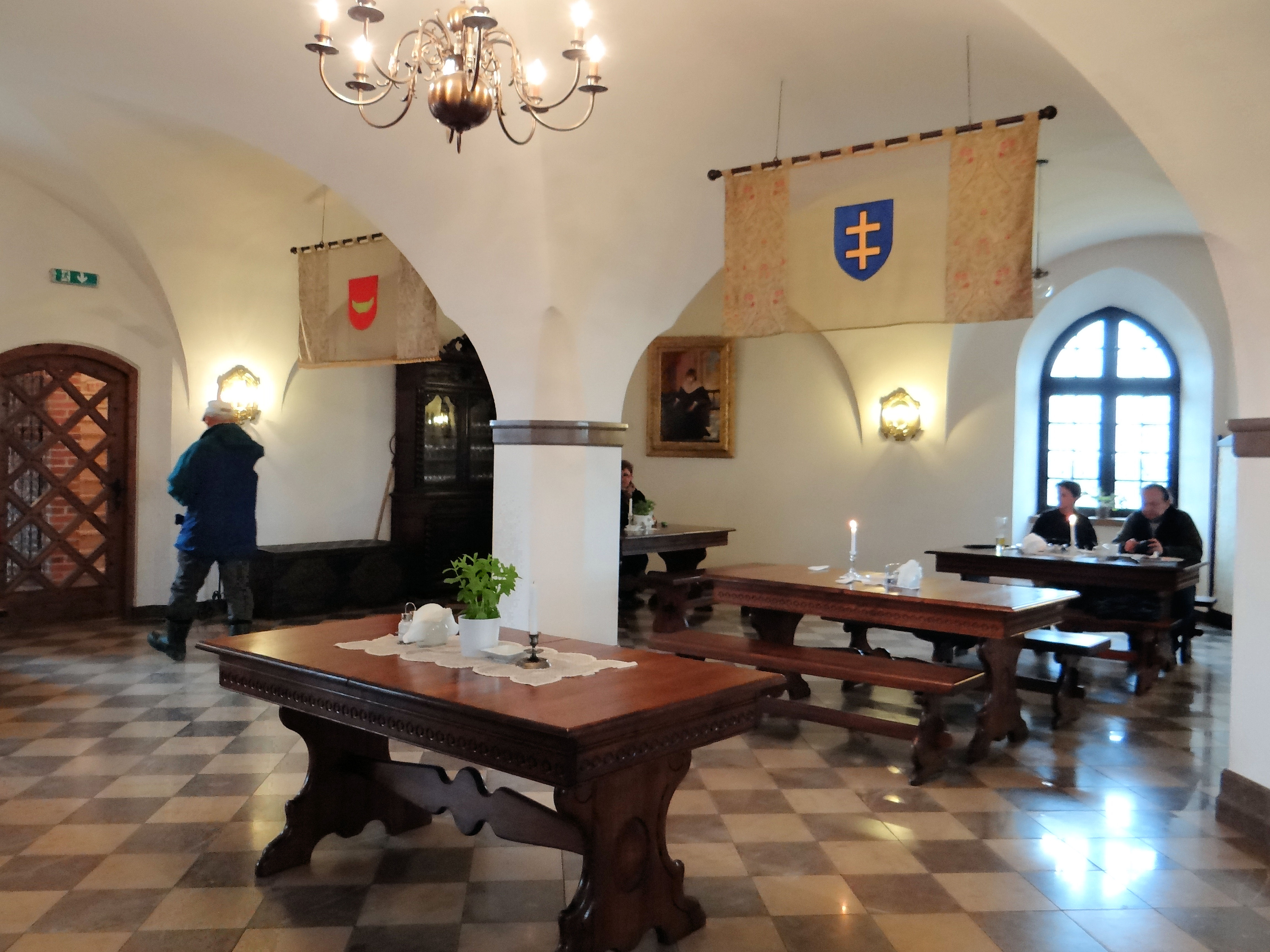
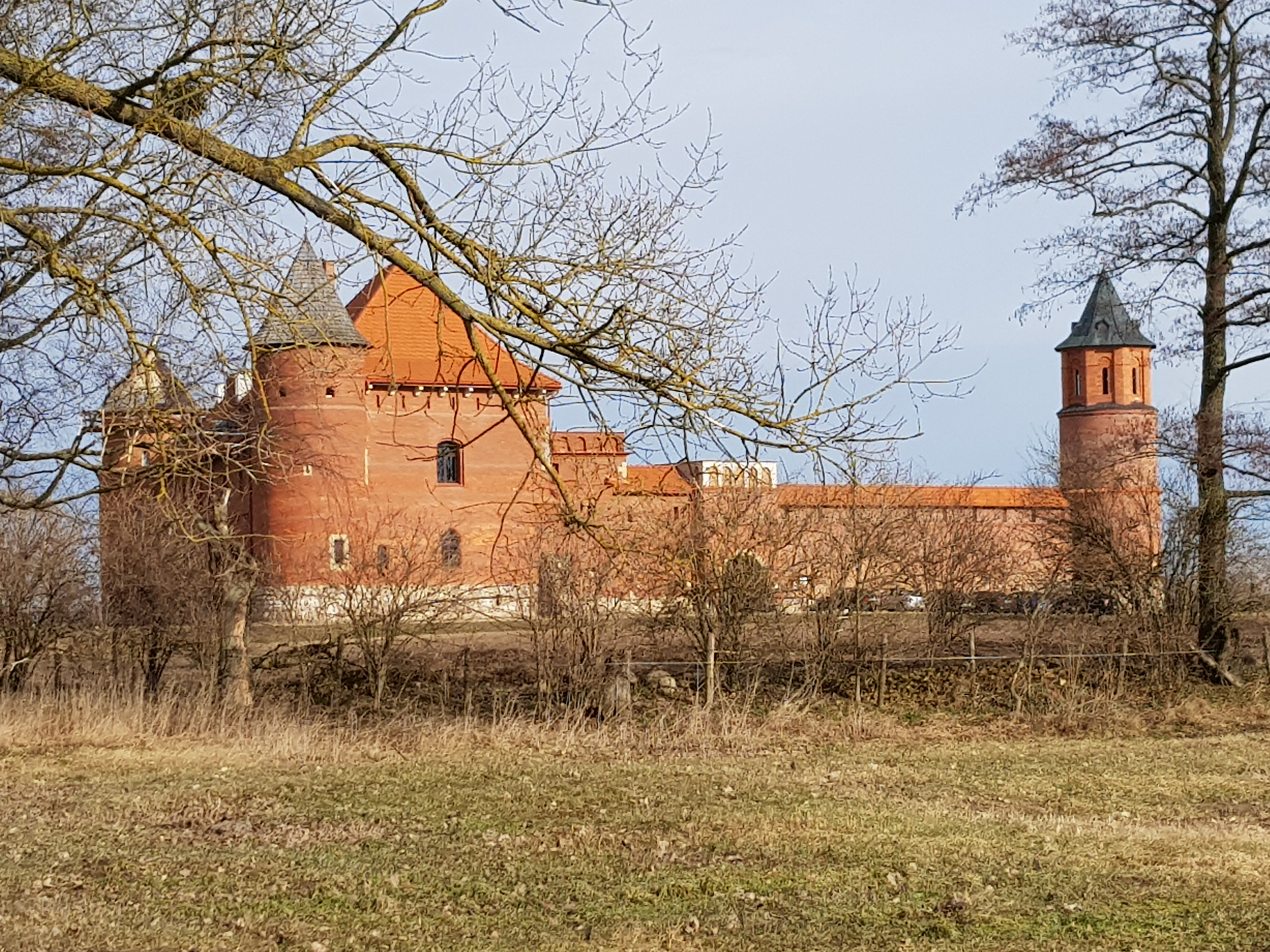
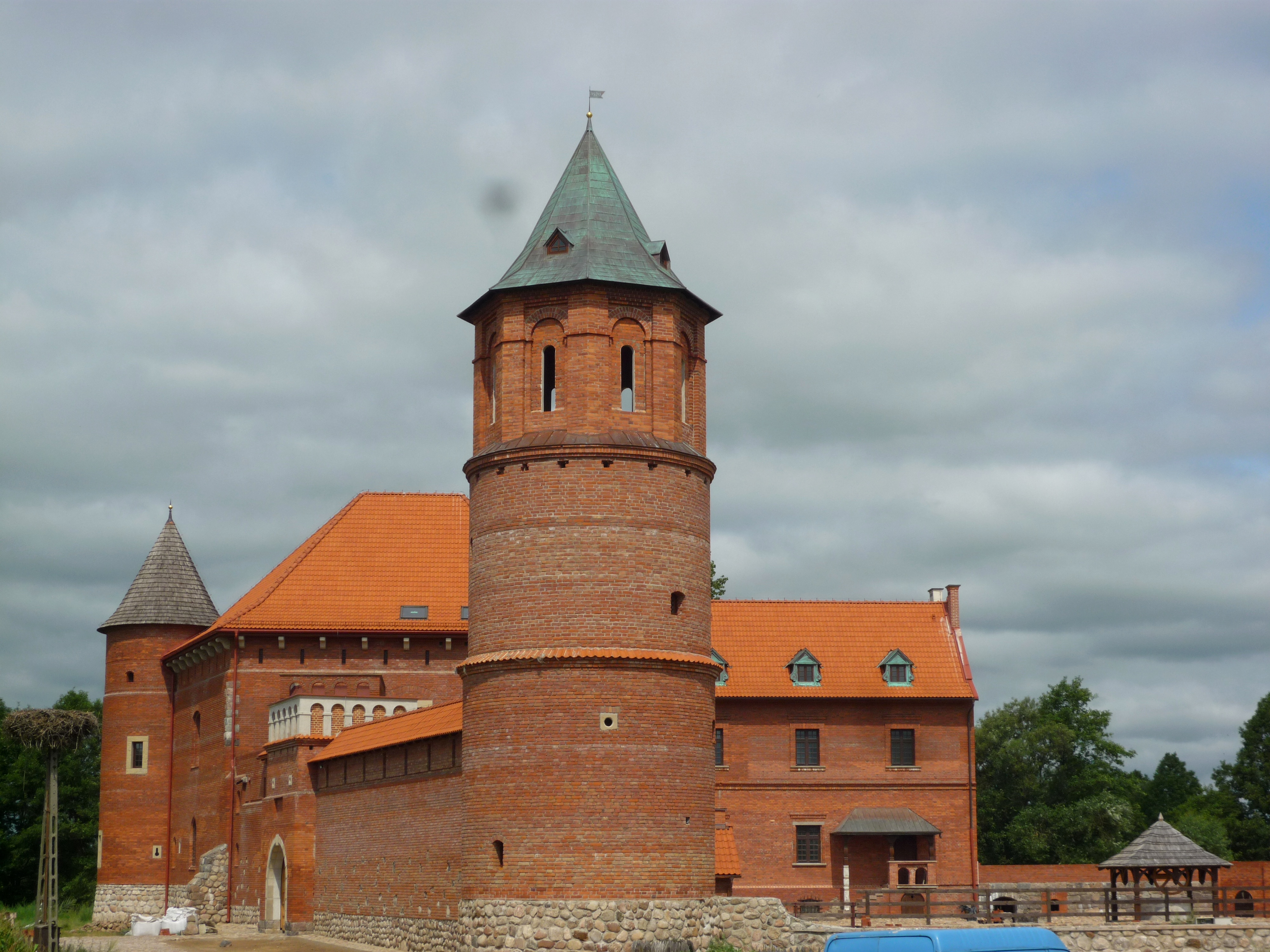
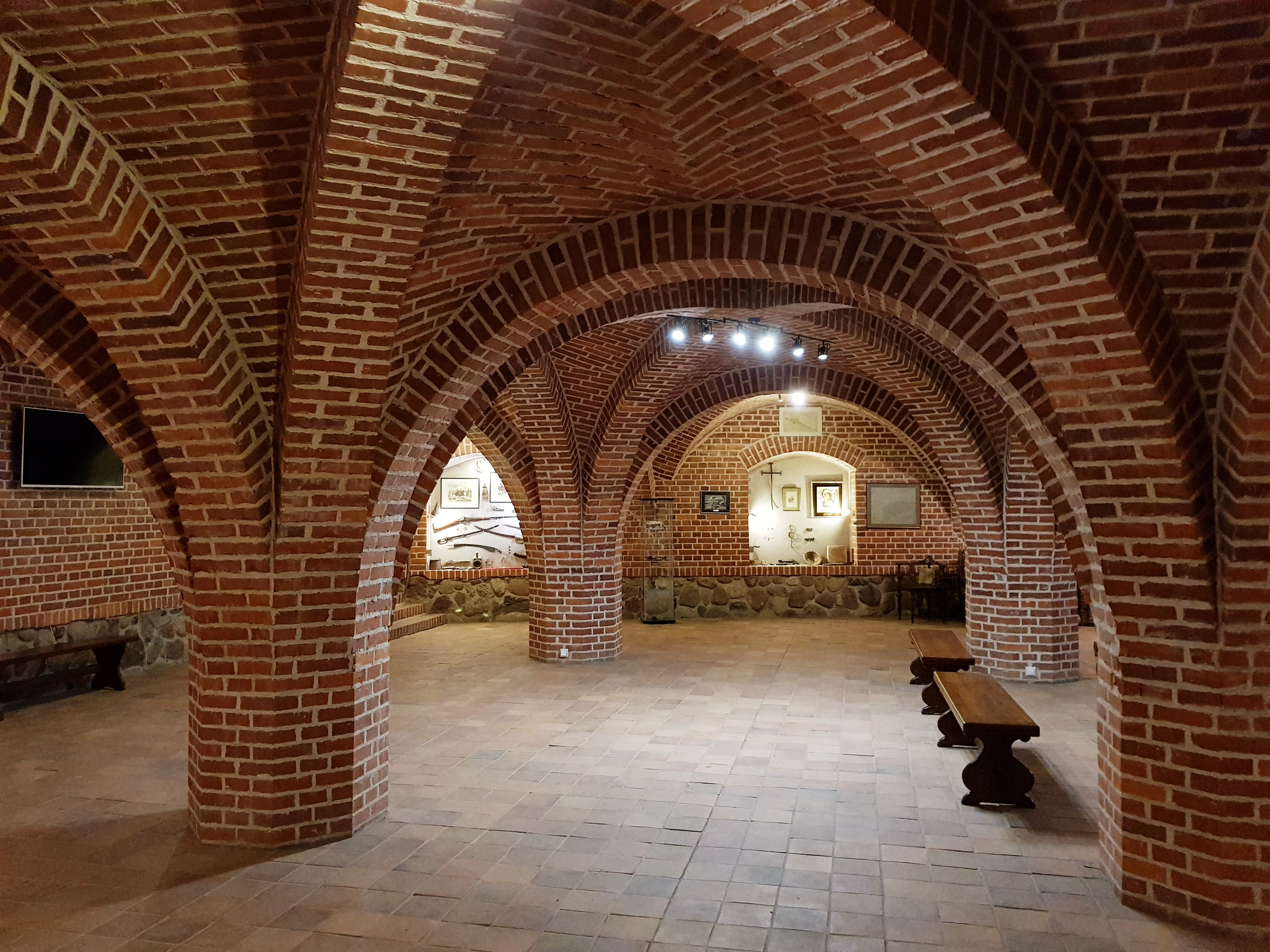
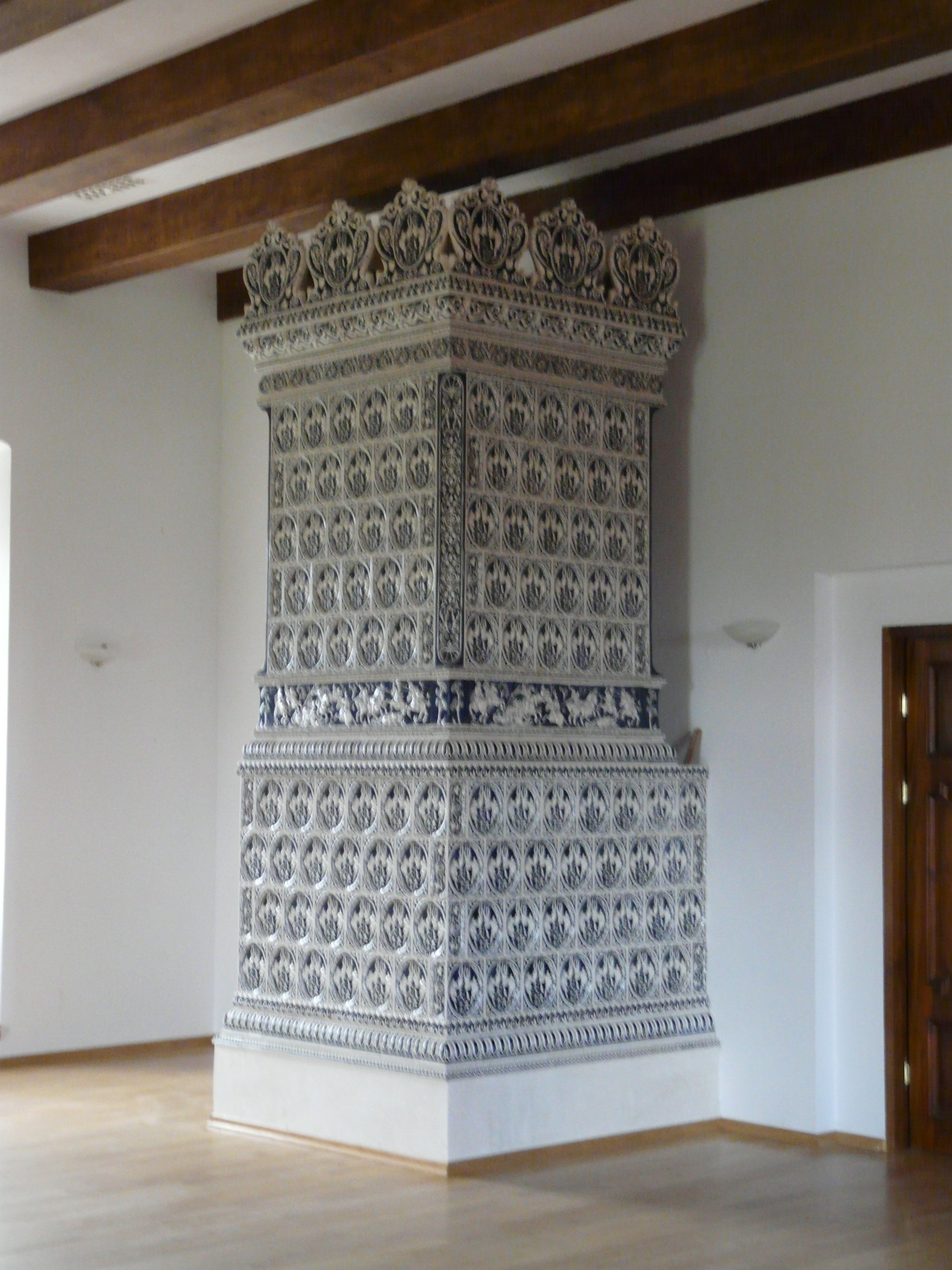
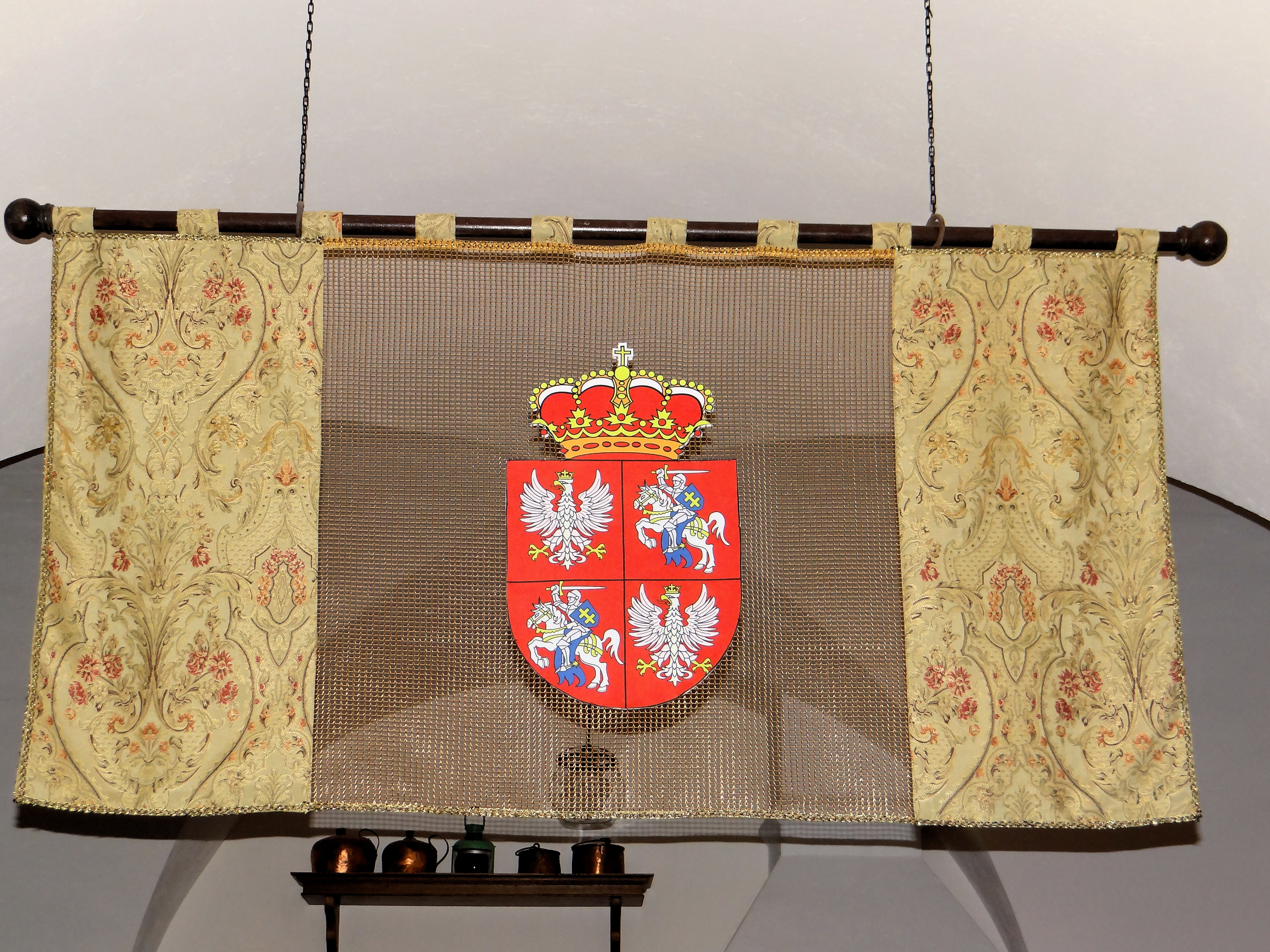
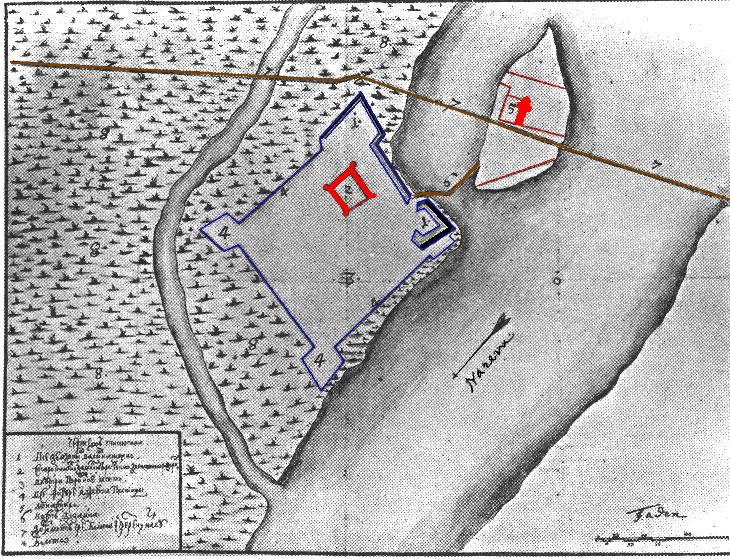